# Oberwart
Pour le district, voir District d'Oberwart.
Oberwart est une commune autrichienne du district d'Oberwart dans le Burgenland.